# BHI (기업)
BHI 주식회사는 대한민국의 발전용 기자재 기업이다.